# Sela (Edom)
Sela (àrab: السلع, as-Salaʿ; hebreu: סֶּלַע, Sela‛‎, que significa ‘roca’; grec: Πέτρα; llatí: Petra) va ser la capital d'Edom, estava situada a la gran vall que s'estén des de la Mar Morta al Mar Roig (2 Reis 14:7). Estava prop del Mont Hor i prop del desert de Zin. És mencionada pel profeta Isaies. Sela està identificada amb les ruïnes de Sela, a l'est de Tafileh a Jordània.
Sela apareix a la Vulgata amb el nom de Petra, la traducció grega de la paraula semítica Sela, que significa ‘roca’. Això va fer que Sela es confongués amb la ciutat nabatea de Rekem, coneguda pel món hel·lenístic com a Petra.